# 王陇德
王陇德（1947年1月—）河南省开封市人。中国工程院工程管理学部院士，中华人民共和国卫生行政管理官员。

## 生平
1969年，王陇德毕业于兰州医学院医疗系。1982年毕业于中国医学科学院，获医学硕士学位。1980年，王陇德作为交换学者，到美国纽约市立大学西奈山医学院进修两年。1984年起，投身卫生行政管理工作，历任甘肃省卫生厅副处长、副厅长、厅长。1995年，调任中华人民共和国卫生部副部长。1998年至2007年，任中华人民共和国卫生部党组副书记、副部长。2009年，当选为中国工程院工程管理学部院士。他还担任中华预防医学会会长、北京大学公共卫生学院院长、浙江大学公共卫生学院院长。此外，他被协和医科大学、兰州大学公共卫生学院聘为兼职教授。
王陇德提出并领导建立了医疗机构传染病和突发公共卫生事件网络直报系统。他研究并提出的以控制传染源为主要内容的血吸虫病控制新策略，其主要内容已经被写入《血吸虫病防治条例》。2007年，因在中国艾滋病防治领域的贡献，王陇德获得联合国艾滋病规划署颁发“应对艾滋病杰出领导和持续贡献”奖。同年，因在中国结核病防治领域的贡献，获得世界卫生组织颁发的2007年度结核病控制“高川”奖。他参加策划编写的《相约健康社区行巡讲精粹》丛书，于2005年获中华人民共和国国务院颁发“国家科技进步二等奖”。
王陇德是第十一届、十二届全国人大常委会委员。

## 著作
1981年起，先后在中外医学杂志上发表文章、学术论文40多篇，并主编多部专业论著。